# عيسى محمود
عيسى محمود  أو عِيْسَىُ مَحَمُوْدً  (بالصومالية: Ciise Maxamuud)‏  (بالإنجليزية: Isse Mohamoud)‏ ، (بالتركية: İsa Mahmud)‏ ؛ عِيْسَىُ هو مع عشيرة الفرعية البارزة داخل قبيلة ماجرتين ،  تضم عددًا كبيرًا من السكان في أربع ولايات إقليمية تقع أساسًا في أرض البنط الصومال.

## الأنساب
خط النسب الذي اتفقت عليه عائلة الأجداد يشمل إنجاب عيسى لثلاثة أبناء: (موسى عيسى ، محمد عيسى ، أبَوْكَوْر عيسى)
1. ابن عِيْسَىُ (عيسى)
2. ابن محمود
3. ابن سليمان
4. ابن محمد
5. ابن ابراهيم
6. ابن جبراهيل
7. ابن محمد "أماد النبي"
8. ابن عبد الله "تول جوعلى"
9. ابن حسن " هميدور "
10. ابن تالورير (تلورير)
11. ابن محمد "ولال ياباري"
12. ابن حيجيجلى ″هيجيجلى″
13. ابن نوليس
14. ابن عمر "سرورى / نابيدور"
15. ابن آوى ″آوي″
16. ابن محمد "باه ماجرتين"
17. ابن صالح "هارتي"
18. ابن هانتالى
19. ابن أملالى
20. ابن كومبي "عبدي"
21. ابن كبلاله "محمد"
22. ابن دارود "عبد الرحمن بن إسماعيل الجبرتي".
23. ابن جبرتى "إسماعيل"[15]

## الزعماء (إيسيمس)
يعرض عيسى محمود تقليدان متميزان ، يُعرفان باسم (إيسيمس) ، ضمن إطارهما الثقافي. ومع ذلك ، على الرغم من تقسيم العشيرة الفرعية إلى ثلاث الفروع ، يشار إليها باسم (بالصومالية: جيفو)‏ ، فمن المحتمل أن يكون لديهم عدد أقل نسبيًا من الزعماء التقليديين ، يشار إليهم عادة باسم (سلطان) ، مقارنة بالقبائل الأخرى في ماجرتين.

## الأشخاص البارزة
- عبد الرحمن محمد فارولى - الرئيس السابق لبونتلاند.[18]
- عبدي فارح سعيد جحا - وزير الداخلية في أرض البنط
- أبشير عمر هروسى - وزير الخارجية الحالي في الصومال.
- أحمد عيسى عوض - وزير الخارجية السابق في الصومال
- محمد أبشير موسى - القائد الأول لقوة الشرطة الصومالية
- حسن أبشير فارح - رئيس وزراء الصومال السابق.
- سعيد محمد حرسى - القائد السابق للجيش الوطني الصومالي وقوات الدراويش في أرض البنط.
- عبد القادر نور فارح - عالم فقيه والشيخ وداعية صومالي

## الروابط الخارجية
- منطقة مأهولة كبيرة